# The Day the World Went Away
The Day the World Went Away – pierwszy singiel Nine Inch Nails promujący ich trzeci studyjny album, The Fragile. Singiel (znany również jako „Halo 13”) jest trzynastym oficjalnym wydawnictwem zespołu.

## Lista utworów
wersja CD
1. „The Day the World Went Away” – 4:03
2. „Starfuckers, Inc.” – 5:24
3. „The Day the World Went Away (Quiet)” – 6:20

wersja 12"
1. „The Day the World Went Away” – 4:03
2. „The Day the World Went Away (Quiet)” – 6:20
3. „The Day the World Went Away (Porter Ricks)” – 7:04